# 顾明青
顾明青（1976年1月1日—），是一名已经退役的中国足球运动员，曾经效力于上海申花、上海浦东。